# 堀謙
堀 謙（ほり けん、1970年9月21日 - ）は、日本の実業家。福井エフエム放送（FM福井）代表取締役社長、元同局アナウンサー。

## 略歴
大阪府出身。関西大学卒業後、1993年に福井エフエム放送に入社。以降、アナウンサーとして『Pleasure Island』、『Dive Deeper』など夕方のワイド番組を中心に担当していた。また、地元福井のインディーズ音楽シーンの兄貴的存在であり、その集大成として福井新聞社と開催するイベント「海山音楽福井ロックフェスティバル」のプロデューサーでもある（地元タウン情報誌『月刊URALA』より）。
同局において、番組のほかにもイベントプロデューサーとしても知られ、2006年夏にはエルパ屋上を会場とした「ヘビロスタイルDX BEAT PHOENIX」の仕掛け人（現在の「BEAT PHOENIX」のさきがけ、前述『月刊URARA』より）としてイベントをプロデュース。このイベントにはskoop on somebody、アンジェラアキ、DEPAPEPE、PE'Z、COOLJOKE、山田タマルが参加し1500人近い動員を果たした。
2019年にパーソナリティを離れ、常務取締役営業企画部長兼東京支社長、2020年に開催されたFM福井の株主総会において代表取締役社長に選任された。

## 主な担当番組

### 過去
- Pleasure Island
- Dive Deeper
- Life Is
- ラジアップ（月曜～木曜担当 - 2015年3月31日）
- 大人めがね
- FM福井ニュース

## 過去の担当イベント
海山音楽福井ロックフェスティバル
- 2003年　出演：川本真琴、ナチュラル ハイ、ザ・ルーズドッグスなど10組。
- 2004年　出演：COOJOKE、SOIL&"PIMP"SESSIONS、自由人など6組。
- 2005年　出演：EARPHONES（ex大槻真希）、木内健、サザンハリケーンなど6組。
- 2006年　出演：ザ･ルーズドッグス、ナナ・イロ、Nancy Whiskeyなど6組。
- 2007年　出演：ザ･ルーズドッグス、SHOWTA.、ナチュラルハイなど5組。
- 2008年　出演：Soil & Pimp Sessions、ザ・ルーズドッグス、JILTY SOUL、杉本姉妹、Sing J-Royの5組

ヘビロスタイル
- 2004年　出演：BABYS@UL・eico・dorlis
- 2005年　出演：星村麻衣・より子・ナチュラルハイ
- 2006年　出演：ナナムジカ・矢野真紀
- 2007年　出演：奥華子・ナナイロ
- 2008年　出演：青山テルマ・清水翔太・YA-KYIM・カルテット

ヘビロスタイルDX BEAT PHOENIX
- 2006年　出演：skoop on somebody、アンジェラアキ[3]、DEPAPEPE、PE'Z、COOLJOKE、山田タマル
- 2007年　出演：sowelu、D-51、Rie Fu、アンダーグラフ、Scoobie Do
- 2008年　出演：加藤ミリヤ、FUNKY MONKEY BABYS、HOMEMADE家族、JYONGRI、中孝介、福原美穂、キマグレン
- 2009年　出演：SEAMO、清水翔太、キマグレン、May J.、九州男、福原美穂、Hi-Fi CAMP
- 2010年　出演：加藤ミリヤ、清水翔太、Crystal Kay、miwa[3]、SEAMO、近藤夏子、PENGIN
- 2011年　出演：秦基博、ゴスペラーズ[3]、C&K、miwa、ヒルクライム、LGMonkees、BENI
- 2012年　出演：Def Tech[3]、SEAMO、BENI、Ms.OOJA、BRIDGET、JASMINE